# 奥塞勒-鲁泰勒
奥塞勒-鲁泰勒（法語：Osselle-Routelle，法語發音：[ɔsɛl ʁutɛl]）是法国杜省的一个市镇，属于贝桑松区。该市镇于2016年由原市镇奥塞勒和鲁泰勒合并而成。

## 地理
奥塞勒-鲁泰勒（47°8'37"N, 5°51'25"E）面积10.74 平方千米，位于法国勃艮第-弗朗什-孔泰大區杜省，该省份为法国东部内陆省份，北起上索恩省，西接汝拉省，东部及东南部与瑞士接壤，东北部与贝尔福地区省接壤。
与奥塞勒-鲁泰勒接壤的市镇（或旧市镇、城区）包括：阿邦代苏、布西耶尔、杜河畔比扬、罗塞-弗吕昂、托尔普、维拉尔圣乔治、沃莱姆埃萨尔、圣维特。
奥塞勒-鲁泰勒的时区为UTC+01:00、UTC+02:00（夏令时）。

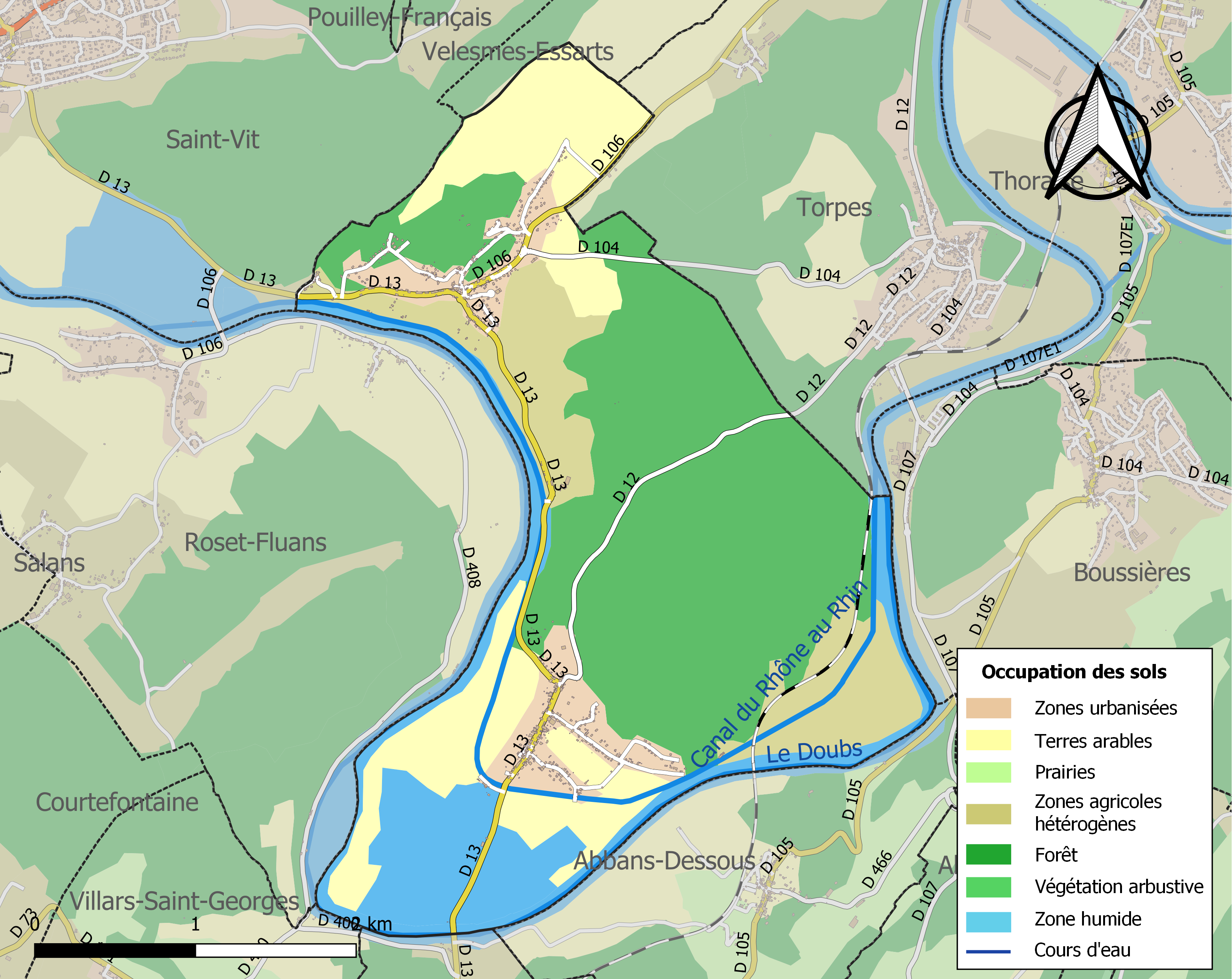
奥塞勒-鲁泰勒的OSM定位图

## 行政
奥塞勒-鲁泰勒的邮政编码为25320、25410，INSEE市镇编码为25438。

## 政治
奥塞勒-鲁泰勒所属的省级选区为贝桑松第六县。

## 人口
奥塞勒-鲁泰勒于2022年1月1日时的人口数量为956人。